# Alexander Wiktorowitsch Utkin
Alexander Wiktorowitsch Utkin (russisch Александр Викторович Уткин; * 17. August 1986 in Moschga) ist ein russischer Skilangläufer.

## Werdegang
Utkin nimmt seit 2007 vorwiegend am Eastern Europe Cup teil. Dabei holte er bisher drei Siege und kam in der Saison 2013/14 auf den zweiten und in der Saison 2014/15 auf den dritten Platz in der Gesamtwertung. Sein erstes Weltcuprennen lief er im Februar 2011 in Rybinsk, welches er mit dem 11. Rang im 20-km-Skiathlonrennen abschloss und damit auch seine ersten Weltcuppunkte gewann. Die Tour de Ski 2013/14 beendete er mit dem 22. Platz in der Gesamtwertung. Seine bisher beste Platzierung im Weltcupeinzel errang er im Februar 2017 in Pyeongchang mit dem siebten Platz im Skiathlon.

## Weltcup-Statistik
Die Tabelle zeigt die erreichten Platzierungen im Einzelnen.
- 1.–3. Platz: Anzahl der Podiumsplatzierungen
- Top 10: Anzahl der Platzierungen unter den ersten zehn
- Punkteränge: Anzahl der Platzierungen innerhalb der Punkteränge
- Starts: Anzahl gelaufener Rennen in der jeweiligen Disziplin
- Hinweis: Bei den Distanzrennen erfolgt die Einordnung gemäß FIS.

| Platzierung               | Distanzrennen a | Distanzrennen a | Distanzrennen a | Distanzrennen a | Distanzrennen a | Skiathlon Verfolgung | Sprint | Etappen- rennen b | Gesamt | Team c | Team c  |
| Platzierung               | ≤ 5 km          | ≤ 10 km         | ≤ 15 km         | ≤ 30 km         | > 30 km         | Skiathlon Verfolgung | Sprint | Etappen- rennen b | Gesamt | Sprint | Staffel |
| ------------------------- | --------------- | --------------- | --------------- | --------------- | --------------- | -------------------- | ------ | ----------------- | ------ | ------ | ------- |
| 1. Platz                  |                 |                 |                 |                 |                 |                      |        |                   |        |        |         |
| 2. Platz                  |                 |                 |                 |                 |                 |                      |        |                   |        |        |         |
| 3. Platz                  |                 |                 |                 |                 |                 |                      |        |                   |        |        |         |
| Top 10                    |                 |                 |                 |                 |                 |                      |        |                   |        |        | 1       |
| Punkteränge               |                 |                 | 3               |                 | 1               | 4                    |        | 1                 | 9      |        | 2       |
| Starts                    |                 |                 | 10              | 1               | 2               | 4                    | 1      | 1                 | 19     |        | 2       |
| Stand: Saisonende 2014/15 |                 |                 |                 |                 |                 |                      |        |                   |        |        |         |

## Siege bei Continental-Cup-Rennen
| Nr. | Datum             | Ort            | Disziplin       | Serie              |
| --- | ----------------- | -------------- | --------------- | ------------------ |
| 1.  | 26. Dezember 2011 | Krasnogorsk    | 15 km Freistil  | Eastern Europe Cup |
| 2.  | 20. November 2013 | Werschina Tjoi | 10 km klassisch | Eastern Europe Cup |
| 3.  | 15. November 2014 | Werschina Tjoi | 10 km Freistil  | Eastern Europe Cup |